# Musikjahr 1976
Liste der Musikjahre

◄◄ | ◄ | 1972 | 1973 | 1974 | 1975 | Musikjahr 1976 | 1977 | 1978 | 1979 | 1980 | ► | ►►

Weitere Ereignisse · Country-Musik
Dieser Artikel behandelt das Musikjahr 1976.

## Ereignisse

### Populäre Musik und Jazz
- 02. Februar: Der britische Singer-Songwriter David Bowie startet in Vancouver seine Isolar – 1976 Tour.
- 25. März: Genesis starten in London (Ontario) ihre A Trick of the Tail Tour und geben damit ihr Live-Debüt mit Phil Collins als neuem Frontmann.
- Billy Idol gründet mit Bob Andrews, John Towe und Tony James die britische Punkband Generation X.
- 23. April: Die US-Punk-Band Ramones veröffentlicht ihr gleichnamiges Debütalbum Ramones.
- 28. Mai: Die britische Progressive-Rock-Band Yes startet in Roanoke ihre Solo Albums Tour.
- 31. Mai: The Who spielen das lauteste Rockkonzert der Welt – mit insgesamt 76.000 Watt erreicht die PA-Anlage eine Lautstärke von 120 Dezibel.
- 12. Juni: Die britische Progressive-Rock-Band Yes steht im John F. Kennedy Stadium in Philadelphia vor ihrem bis dato größten Publikum und gibt ein Konzert vor über 100.000 Zuschauern. Das Vorprogramm bestreiten Gary Wright und Peter Frampton.
- 16.–18. Juli: Im Congresgebouw von Den Haag veranstaltet der Medienunternehmer Paul Acket das erste North Sea Jazz Festival.
- 16. August: Dancing Queen, Nummer-1-Hit in den USA und vielen anderen Ländern und damit der weltweit wohl erfolgreichste Song der schwedischen Popgruppe ABBA, wird veröffentlicht.
- 25. November: The Band gibt ihr 5-stündiges Abschiedskonzert, das Martin Scorsese unter dem Titel The Last Waltz verfilmte und das als das Ende einer musikalischen Epoche gesehen wird.
- 29. November: Bei Jazz in der Kammer in Ostberlin tritt das Quartett FEZ mit Manfred Schulze und weiteren Bläsern auf.
- 08. Dezember: Das Album Hotel California der Eagles erscheint in den USA. Es avanciert zum meistverkauften Studioalbum der Rockband.
- 17. Dezember: Die australische Hard-Rock-Band AC/DC veröffentlicht ihr zweites Studioalbum Dirty Deeds Done Dirt Cheap.

### Klassische Musik und Musiktheater
- 19. Juni: Uraufführung der Oper Das Mädchen aus Domrémy von Giselher Klebe am Staatstheater Stuttgart.
- 25. Juli: Uraufführung der Oper Einstein on the Beach von Philip Glass beim Festival von Avignon.
- 02. Oktober: In Linz findet die Uraufführung von Helmut Eders Oper Der Aufstand statt.
- György Ligeti – Monument, Selbstportrait, Bewegung, drei Stücke für zwei Klaviere

### Film
- 03. April: Im Palais des congrès de Paris findet die erste Verleihung des französischen Filmpreises César statt. In der Kategorie Beste Filmmusik geht der Preis an François de Roubaix für die Musik im Film Das alte Gewehr (Le vieux fusil).
- Cinderellas silberner Schuh – britisches Filmmusical, das das klassische Märchen von Cinderella neu erzählt unter der Regie von Bryan Forbes

## Musikcharts

### Deutschland
| Singles                             | Position | Alben |
| ----------------------------------- | -------- | --- |
|                                     |          | |
| Die kleine Kneipe Peter Alexander   | 1        | The Best Of ABBA                                                                                             |
| Mississippi Pussycat                | 2        | 1962–1966 The Beatles                                                                                        |
| Schmidtchen Schleicher Nico Haak    | 3        | Simon and Garfunkel’s Greatest Hits Simon & Garfunkel                                                        |
| Fernando ABBA                       | 4        | 1967–1970 The Beatles                                                                                        |
| Rocky Frank Farian                  | 5        | Santana’s Greatest Hits Santana                                                                              |
| A Glass of Champagne Sailor         | 6        | Der grosse Preis – Wim Thoelke präsentiert: Stars und ihre goldenen Hits, Ausgabe 1976 Verschiedene Künstler |
| Girls, Girls, Girls Sailor          | 7        | Greatest Hits Cat Stevens                                                                                    |
| Let Your Love Flow Bellamy Brothers | 8        | Wish You Were Here Pink Floyd                                                                                |
| Ein Bett im Kornfeld Jürgen Drews   | 9        | Otto (das vierte Programm) Otto                                                                              |
| Pussycat Georgie                    | 10       | Trouble Sailor                                                                                               |

Die längsten Nummer-eins-Singles
Lieder, die die meiste Zeit während eines anderen Jahres auf Platz 1 der Charts verbrachten, werden hier nicht aufgeführt.
1. Boney M. – Daddy Cool (12 Wochen)
2. ABBA – Fernando (7 Wochen)
3. Jürgen Drews – Ein Bett im Kornfeld (6 Wochen)

Die längsten Nummer-eins-Alben
Alben, die die meiste Zeit während eines anderen Jahres auf Platz 1 der Charts verbrachten, werden hier nicht aufgeführt.
1. Verschiedene Interpreten (Ariola) – Super 20 – Super Neu; Verschiedene Interpreten (K-tel) – Disco Hits (jeweils 2 Monate)

Alle weiteren Alben waren entweder einen oder einen halben Monat auf Platz 1 gelistet.
Alle Nummer-eins-Hits und die Hits des Jahres

### Österreich
| Singles                              | Position | Alben                                                          |
| ------------------------------------ | -------- | -------------------------------------------------------------- |
|                                      |          |                                                                |
| Das kleine Beisl Peter Alexander     | 1        | The Best Of ABBA                                               |
| Dolannes Melodie Jean-Claude Borelly | 2        | Songs Waterloo & Robinson                                      |
| Mississippi Pussycat                 | 3        | Schlager-Rendezvous mit Peter Alexander (1976) Peter Alexander |
| Fernando ABBA                        | 4        | The Best Of Roger Whittaker (1976) Roger Whittaker             |
| Rocky Frank Farian                   | 5        | Otto (das vierte Programm) Otto                                |
| Let Your Love Flow Bellamy Brothers  | 6        | Beautiful Noise Neil Diamond                                   |
| Tu’ es! Gilla                        | 7        | Desire Bob Dylan                                               |
| Lady Of The Night Donna Summer       | 8        | Ollas leiwaund Georg Danzer                                    |
| Ein Bett im Kornfeld Jürgen Drews    | 9        | Elvis – seine 40 größten Hits Elvis Presley                    |
| Daddy Cool Boney M.                  | 10       | Radio-Aktivität Kraftwerk                                      |

Die längsten Nummer-eins-Singles
Lieder, die die meiste Zeit während eines anderen Jahres auf Platz 1 der Charts verbrachten, werden hier nicht aufgeführt.
1. Bellamy Brothers – Let Your Love Flow (14 Wochen)
2. ABBA – Fernando (8 Wochen)
3. Georg Danzer – Jö schau; Boney M. – Daddy Cool (jeweils 6 Wochen)

Die längsten Nummer-eins-Alben
Alben, die die meiste Zeit während eines anderen Jahres auf Platz 1 der Charts verbrachten, werden hier nicht aufgeführt.
1. Waterloo & Robinson – Songs (13 Wochen)
2. (Verschiedene Interpreten) – Hit Machine; ABBA – The Best of ABBA (jeweils 9 Wochen)
3. Elvis Presley – Elvis – seine 40 größten Hits (6 Wochen)

Alle Nummer-eins-Hits und die Hits des Jahres

### Schweiz
| Position | Singles                                    |
| -------- | ------------------------------------------ |
|          |                                            |
| 1        | Fernando ABBA                              |
| 2        | Die kleine Kneipe Peter Alexander          |
| 3        | Verde Ricky King                           |
| 4        | Let Your Love Flow Bellamy Brothers        |
| 5        | Mississippi Pussycat                       |
| 6        | Girls, Girls, Girls Sailor                 |
| 7        | Daddy Cool Boney M.                        |
| 8        | Silver Bird Tina Rainford                  |
| 9        | Save Your Kisses for Me Brotherhood of Man |
| 10       | Rocky Frank Farian                         |

Die längsten Nummer-eins-Singles
Lieder, die die meiste Zeit während eines anderen Jahres auf Platz 1 der Charts verbrachten, werden hier nicht aufgeführt.
1. ABBA – Fernando (12 Wochen)
2. Boney M. – Daddy Cool (11 Wochen)
3. Ricky King – Verde (6 Wochen)

Alle Nummer-eins-Hits und die Hits des Jahres

### Vereinigtes Königreich
| Singles                                                  | Position | Alben                                      |
| -------------------------------------------------------- | -------- | ------------------------------------------ |
|                                                          |          |                                            |
| Save Your Kisses for Me Brotherhood of Man               | 1        | Greatest Hits ABBA                         |
| Don’t Go Breaking My Heart Elton John & Kiki Dee         | 2        | 20 Golden Greats The Beach Boys            |
| Mississippi Pussycat                                     | 3        | Forever and Ever Demis Roussos             |
| Dancing Queen ABBA                                       | 4        | Wings at the Speed of Sound Wings          |
| A Little Bit More Dr. Hook                               | 5        | A Night on the Town Rod Stewart            |
| If You Leave Me Now Chicago                              | 6        | Live in London John Denver                 |
| Fernando ABBA                                            | 7        | 20 Golden Greats Glen Campbell             |
| I Love to Love (But My Baby Loves to Dance) Tina Charles | 8        | Laughter and Tears Neil Sedaka             |
| The Roussos Phenomenon EP Demis Roussos                  | 9        | Their Greatest Hits 1971–1975 The Eagles   |
| Under the Moon of Love Showaddywaddy                     | 10       | The Very Best of Slim Whitman Slim Whitman |

Die längsten Nummer-eins-Singles
Lieder, die die meiste Zeit während eines anderen Jahres auf Platz 1 der Charts verbrachten, werden hier nicht aufgeführt.
1. Brotherhood of Man – Save Your Kisses for Me; Elton John & Kiki Dee – Don’t Go Breaking My Heart (jeweils 6 Wochen)
2. ABBA – Dancing Queen; Pussycat – Mississippi (jeweils 5 Wochen)
3. ABBA – Fernando (4 Wochen)

Die längsten Nummer-eins-Alben
Alben, die die meiste Zeit während eines anderen Jahres auf Platz 1 der Charts verbrachten, werden hier nicht aufgeführt.
1. ABBA – Greatest Hits (11 Wochen)
2. The Beach Boys – 20 Golden Greats (10 Wochen)
3. Slim Whitman – The Very Best of Slim Whitman; Glen Campbell – 20 Golden Greats (jeweils 6 Wochen)

Alle Nummer-eins-Hits und die Hits des Jahres

### Vereinigte Staaten
Die längsten Nummer-eins-Singles
Lieder, die die meiste Zeit während eines anderen Jahres auf Platz 1 der Charts verbrachten, werden hier nicht aufgeführt.
1. Rod Stewart – Tonight’s the Night (Gonna Be Alright) (7 Wochen)
2. Wings – Silly Love Songs (5 Wochen)
3. Johnnie Taylor – Disco Lady; Elton John & Kiki Dee – Don’t Go Breaking My Heart (jeweils 4 Wochen)

Die längsten Nummer-eins-Alben
Alben, die die meiste Zeit während eines anderen Jahres auf Platz 1 der Charts verbrachten, werden hier nicht aufgeführt.
1. Stevie Wonder – Songs in the Key of Life (11 Wochen)
2. Peter Frampton – Frampton Comes Alive! (10 Wochen)
3. Wings – Wings at the Speed of Sound (7 Wochen)

Alle Nummer-eins-Hits und die Hits des Jahres

### Charts in weiteren Ländern
Siehe auch: Nummer-eins-Hits 1976 in  Australien, Belgien, Deutschland, Finnland, Frankreich, Irland, Italien, Japan, Kanada, Neuseeland, den Niederlanden, Norwegen, Österreich, Schweden, der Schweiz, Spanien, den Vereinigten Staaten und im Vereinigten Königreich.

## Musikpreise und Ehrungen

### Musikwettbewerbe
Eurovision Song Contest
1. Brotherhood of Man: Save Your Kisses for Me
2. Catherine Ferry: Un, deux, trois
3. Mary Cristy: Toi, la musique et moi
4. Peter, Sue & Marc: Djambo, Djambo
5. Waterloo & Robinson: My Little World

## Erstveranstaltungen
- Jazzfest Wiesen – Jazzfestival in Österreich auf dem Gelände der Marktgemeinde Wiesen im Burgenland

## Gründungen
- Accept – deutsche Heavy-Metal-Band, die in Solingen gegründet wurde
- BAP – Kölschrockband aus Köln
- Diamond Head – britische Heavy-Metal-Band aus Stourbridge
- Ensemble intercontemporain – französisches, in Paris ansässiges, mit international reputierten Solisten besetztes Instrumentalensemble für zeitgenössische Musik
- Force – Proto-Doom-Band aus Maryland
- Foreigner – britisch-amerikanische Rockband
- Generation X – zeitweise auch Gen X, britische Punkband, die von Billy Idol gegründet wurde
- Joy Division – Post-Punk-Band aus Manchester
- Motette Psallite – deutsches Klassik-Label mit Schwerpunkt Orgelmusik
- The Clash – britische Rockband aus London
- The Cure – britische Pop-/Rock-/Wave-/Gothic-Band, gegründet unter dem Namen Malice
- U2 – irische Rockband aus Dublin

## Neuveröffentlichungen (Auswahl)

### Lieder und Kompositionen
| Lied                                                  | Text                                                             | Musik                                                            | Erstinterpret    | Label                                          | Veröffentlichung  | Genre                           | Album                                           | Weitere Informationen                                   |
| ----------------------------------------------------- | ---------------------------------------------------------------- | ---------------------------------------------------------------- | ---------------- | ---------------------------------------------- | ----------------- | ------------------------------- | ----------------------------------------------- | ------------------------------------------------------- |
| Anarchy in the U. K.                                  | Johnny Rotten (John Lydon), Steve Jones, Glen Matlock, Paul Cook | Johnny Rotten (John Lydon), Steve Jones, Glen Matlock, Paul Cook | Sex Pistols      | Virgin                                         | 26. November 1976 | Punk                            | Never Mind the Bollocks, Here’s the Sex Pistols | erste Single der Band                                   |
| Blood and Honey                                       | Amanda Lear, Anthony Monn                                        | Amanda Lear, Anthony Monn                                        | Amanda Lear      | Ariola Records                                 | 1976              | Euro Disco                      | I Am a Photograph                               |                                                         |
| Crackerbox Palace                                     | George Harrison                                                  | George Harrison                                                  | George Harrison  | Dark Horse Records, Warner Brothers, EMI Group | 19. November 1976 | Rock                            | Thirty Three & 1/3                              |                                                         |
| Dance on a Volcano                                    | Tony Banks, Phil Collins, Steve Hackett, Mike Rutherford         | Tony Banks, Phil Collins, Steve Hackett, Mike Rutherford         | Genesis          | Charisma Records                               | 20. Februar 1976  | Progressive Rock                | A Trick of the Tail                             |                                                         |
| Dancing Queen                                         | Björn Ulvaeus, Benny Andersson, Stig Anderson                    | Björn Ulvaeus, Benny Andersson, Stig Anderson                    | ABBA             | Polar, Polydor                                 | 16. August 1976   | Disco, Pop                      | Arrival                                         |                                                         |
| Evergreen (Love Theme from A Star Is Born)            | Barbra Streisand, Paul Williams                                  | Barbra Streisand, Paul Williams                                  | Barbra Streisand | Columbia                                       | Dezember 1976     | Vokal Pop                       | A Star Is Born (Soundtrack)                     |                                                         |
| Good Old-Fashioned Lover Boy                          | Freddie Mercury                                                  | Freddie Mercury                                                  | Queen            | EMI                                            | 10. Dezember 1976 | Glam Rock                       | A Day at the Races                              |                                                         |
| Heart of the City                                     | Nick Lowe                                                        | Nick Lowe                                                        | Nick Lowe        | Stiff Records                                  | 14. August 1976   | Rock, Pubrock, New Wave         |                                                 |                                                         |
| It’s What You Value                                   | George Harrison                                                  | George Harrison                                                  | George Harrison  | Dark Horse Records, Warner Brothers, EMI Group | 19. November 1976 | Rock                            | Thirty Three & 1/3                              |                                                         |
| Kinder                                                | Bettina Wegner                                                   | Bettina Wegner                                                   | Bettina Wegner   |                                                | 1976              | Liedermacher                    |                                                 |                                                         |
| Mad Man Moon                                          | Tony Banks                                                       | Tony Banks                                                       | Genesis          | Charisma Records                               | 20. Februar 1976  | Progressive Rock                | A Trick of the Tail                             |                                                         |
| Papaya                                                | Urszula Dudziak                                                  | Urszula Dudziak                                                  | Urszula Dudziak  | Arista Records                                 | 1976              | Disco, Fusion                   | Urszula                                         | 2008 wurde ein Tanz, der auf dem Stück beruht, populär. |
| Portsmouth                                            | Traditional                                                      | Traditional                                                      | Mike Oldfield    | Virgin Records                                 | 29. Oktober 1976  | Folk                            |                                                 |                                                         |
| Radioaktivität                                        | Ralf Hütter, Florian Schneider-Esleben, Emil Schult              | Ralf Hütter, Florian Schneider-Esleben, Emil Schult              | Kraftwerk        | Kling-Klang-Studio                             | 13. Februar 1976  | Elektronische Musik, Synthiepop | Radio-Aktivität / Radio-Activity                |                                                         |
| Robbery, Assault and Battery                          | Tony Banks, Phil Collins                                         | Tony Banks, Phil Collins                                         | Genesis          | Charisma Records                               | 20. Februar 1976  | Progressive Rock                | A Trick of the Tail                             |                                                         |
| Sign in Stranger                                      | Walter Becker, Donald Fagen                                      | Walter Becker, Donald Fagen                                      | Steely Dan       | ABC Records                                    | Mai 1976          | Rock                            | The Royal Scam                                  |                                                         |
| So It Goes                                            | Nick Lowe                                                        | Nick Lowe                                                        | Nick Lowe        | Stiff Records                                  | 14. August 1976   | Rock, Pubrock, New Wave         | Jesus of Cool                                   |                                                         |
| This Song                                             | George Harrison                                                  | George Harrison                                                  | George Harrison  | Dark Horse Records, Warner Brothers, EMI Group | 15. November 1976 | Pop                             | Thirty Three & 1/3                              |                                                         |
| Unquiet Slumbers for the Sleepers…In That Quiet Earth | Steve Hackett, Mike Rutherford, Tony Banks und Phil Collins      | Steve Hackett, Mike Rutherford, Tony Banks und Phil Collins      | Genesis          | Charisma Records                               | 27. Dezember 1976 | Progressive Rock                | Wind & Wuthering                                |                                                         |
| Wind Up Workin’ in a Gas Station                      | Frank Zappa                                                      | Frank Zappa                                                      | Frank Zappa      | Warner Records                                 | 1976              | Rock                            | Zoot Allures                                    |                                                         |

### Alben
| Album                                            | Interpret                              | Label                            | Veröffentlichung   | Genre                          | Weitere Informationen                                  |
| ------------------------------------------------ | -------------------------------------- | -------------------------------- | ------------------ | ------------------------------ | ------------------------------------------------------ |
| 15 Big Ones                                      | The Beach Boys                         | Brother Records, Reprise Records | 5. Juli 1976       | Rock                           |                                                        |
| Auf der Elbe schwimmt ein rosa Krokodil          | Synopsis (Zentralquartett)             | FMP                              | 1976               | Jazz                           |                                                        |
| Black and Blue                                   | The Rolling Stones                     | WEA Records, Atlantic Records    | 20. April 1976     | Rock                           |                                                        |
| Black Market                                     | Weather Report                         | Columbia Records                 | 1976               | Fusion                         |                                                        |
| Blue for You                                     | Status Quo                             | Vertigo Records                  | 24. März 1976      | Rock                           |                                                        |
| Bright Size Life                                 | Pat Metheny                            | ECM Records                      | 1976               | Fusion, Jazz                   |                                                        |
| Close Enough for Rock ‘n’ Roll                   | Nazareth                               | Mountain                         | 25. März 1976      | Hard Rock                      |                                                        |
| Destroyer                                        | Kiss                                   | Casablanca Records               | 15. März 1976      | Hard Rock                      |                                                        |
| Dirty Deeds Done Dirt Cheap                      | AC/DC                                  | Atco Records                     | 20. September 1976 | Hard Rock, Bluesrock           |                                                        |
| Gianna Nannini                                   | Gianna Nannini                         | Ricordi                          | 1976               | Rock                           |                                                        |
| Gimme Back My Bullets                            | Lynyrd Skynyrd                         | MCA Records                      | 2. Februar 1976    | Southern Rock                  |                                                        |
| High and Mighty                                  | Uriah Heep                             | Bronze Records                   | Mai 1976           | Hard Rock                      |                                                        |
| Hotel California                                 | Eagles                                 | Asylum Records                   | 8. Dezember 1976   | Rock                           |                                                        |
| Insights                                         | Toshiko-Akiyoshi-Lew-Tabackin-Big Band | RCA Records                      | 1976               | Jazz                           |                                                        |
| Jaco Pastorius                                   | Jaco Pastorius                         | Epic Records                     | 1976               | Jazz, Fusion                   |                                                        |
| Live at Montreux                                 | Sun Ra                                 | Saturn Research                  | 1976               | Jazz                           |                                                        |
| Made in Europe                                   | Deep Purple                            | EMI, Warner Bros.                | November 1976      | Hard Rock, Heavy Metal         | Livealbum                                              |
| Mountainscapes                                   | Barre Phillips                         | ECM Records                      | 1. September 1976  | Jazz                           |                                                        |
| Play ’n’ the Game                                | Nazareth                               | Mountain                         | 13. November 1976  | Hard Rock, Adult Oriented Rock |                                                        |
| Presence                                         | Led Zeppelin                           | Swan Song Records                | 31. März 1976      | Hard Rock, Heavy Metal         |                                                        |
| Ramones                                          | Ramones                                | Sire Records                     | 23. April 1976     | Punkrock                       | Debütalbum                                             |
| Rebel                                            | John Miles                             | Decca Records                    | März 1976          | Rock                           |                                                        |
| Rock and Roll Over                               | Kiss                                   | Casablanca Records               | 11. November 1976  | Hard Rock                      |                                                        |
| Sad Wings of Destiny                             | Judas Priest                           | Gull                             | 23. März 1976      | Hard Rock, Heavy Metal         |                                                        |
| Station to Station                               | David Bowie                            | RCA Records                      | 23. Januar 1976    | Rock, Funk, Soul               |                                                        |
| Technical Ecstasy                                | Black Sabbath                          | Vertigo Records, Warner Bros.    | 25. September 1976 | Hard Rock                      |                                                        |
| The Beatles Tapes from the David Wigg Interviews | The Beatles                            | Polydor                          | 30. Juli 1976      | Interview                      | Kompilation                                            |
| The Quest                                        | Sam Rivers                             | Red Records                      | 1976               | Jazz                           |                                                        |
| The Song Remains the Same                        | Led Zeppelin                           | Swan Song Records                | 22. Oktober 1976   | Hard Rock                      | Livealbum                                              |
| There Comes a Time                               | Gil Evans                              | RCA Records                      | 1976               | Jazz                           |                                                        |
| Too Old to Rock ’n’ Roll: Too Young to Die!      | Jethro Tull                            | Chrysalis Records                | 23. April 1976     | Progressive Rock               |                                                        |
| V.S.O.P.                                         | Herbie Hancock                         | Columbia Records                 | 1976               | Jazz                           |                                                        |
| Water Babies                                     | Miles Davis                            | Columbia Records                 | 1976               | Jazz                           | Aufnahmen von 1967 und 1968 (Studiopause des Musikers) |
| We Sold Our Soul for Rock ’n’ Roll               | Black Sabbath                          | Vertigo Records, Warner Bros.    | Januar 1976        | Heavy Metal                    | Livealbum                                              |
| Zoot Allures                                     | Frank Zappa                            | Warner Bros. Records             | 20. Oktober 1976   | Progressive Rock, Rock         |                                                        |

## Geboren

### Januar
- 05. Januar: Matthew Walter Wachter, US-amerikanischer Bassist
- 08. Januar: Jenny Lewis, US-amerikanische Sängerin
- 09. Januar: Hayes Carll, US-amerikanischer Country-Musiker und Singer-Songwriter
- 15. Januar: Danny Bacher, US-amerikanischer Jazzmusiker und Comedian († 2024)
- 16. Januar: Agoria (Sébastien Devaud), französischer Techno-DJ und Produzent
- 21. Januar: Emma Bunton, britische Sängerin
- 26. Januar: Tye Tribbett, US-amerikanischer Gospelmusiker
- 28. Januar: Alexis Cole, US-amerikanische Jazzsängerin
- 28. Januar: Pedro Piquero, spanischer Pianist
- 28. Januar: Rick Ross, US-amerikanischer Rapper

### Februar
- 03. Februar: Tijana Dapčević, mazedonische Popsängerin
- 03. Februar: Sophie McDonnell, britische Schauspielerin, Fernseh- und Radiomoderatorin, Sängerin und Model
- 03. Februar: Daddy Yankee, Reggaeton-Künstler
- 04. Februar: Cam’ron, US-amerikanischer Rapper
- 04. Februar: Daniel Wiemer, deutscher Schauspieler und Musiker
- 08. Februar: Oksana Nikiforowa, russisch-deutsche Tänzerin
- 10. Februar: Kev Brown, US-amerikanischer Hip-Hop-Produzent und MC
- 13. Februar: Leslie Feist, bekannt als Feist, kanadische Pop-Sängerin
- 13. Februar: Thomas Hansen, norwegischer Musiker († 2007)
- 14. Februar: Aylin Aslım, türkische Poprocksängerin
- 19. Februar: Ayn Inserto, US-amerikanische Jazzmusikerin und Arrangeurin
- 19. Februar: Teddy Thompson, britischer Folk-Rock-Musiker und Musikproduzent
- 20. Februar: Jan Delay, deutscher Musiker
- 20. Februar: Johanna Beisteiner, österreichische Gitarristin
- 21. Februar: Anthony Rossomando, US-amerikanischer Gitarrist und Songwriter
- 22. Februar: Kenneth Åkesson, bekannt als Tjodalv, norwegischer Gitarrist und Schlagzeuger
- 24. Februar: Matthew Thomas Skiba, US-amerikanischer Musiker
- 25. Februar: Florian Zwißler, deutscher Komponist und Improvisationsmusiker (Synthesizer, Elektronik)
- 29. Februar: Ja Rule, US-amerikanischer Rapper

### März
- 01. März: Kamau, brasilianischer Rapper, Mathematiker und Profiskateboarder
- 03. März: Natalia Kukulska, polnische Popsängerin
- 04. März: Christian Weidner, deutscher Jazzmusiker
- 10. März: Miroslaw Kostadinow, bulgarischer Sänger und Komponist
- 11. März: Radek Baborák, tschechischer Hornist
- 17. März: Stephen Gately, irischer Sänger und Schauspieler († 2009)
- 18. März: Giovanna Antonelli, brasilianische Schauspielerin und Sängerin
- 20. März: Chester Bennington, US-amerikanischer Sänger († 2017)
- 22. März: Zoli Ádok, ungarischer Sänger, Schauspieler und Tänzer
- 24. März: Annette Dasch, deutsche Opern-, Konzert- und Liedersängerin
- 30. März: Ayako Kawasumi, japanische Synchronsprecherin und Sängerin
- 31. März: Keith Anthony Blair, jamaikanischer Dancehall- und Reggae-Interpret

### April

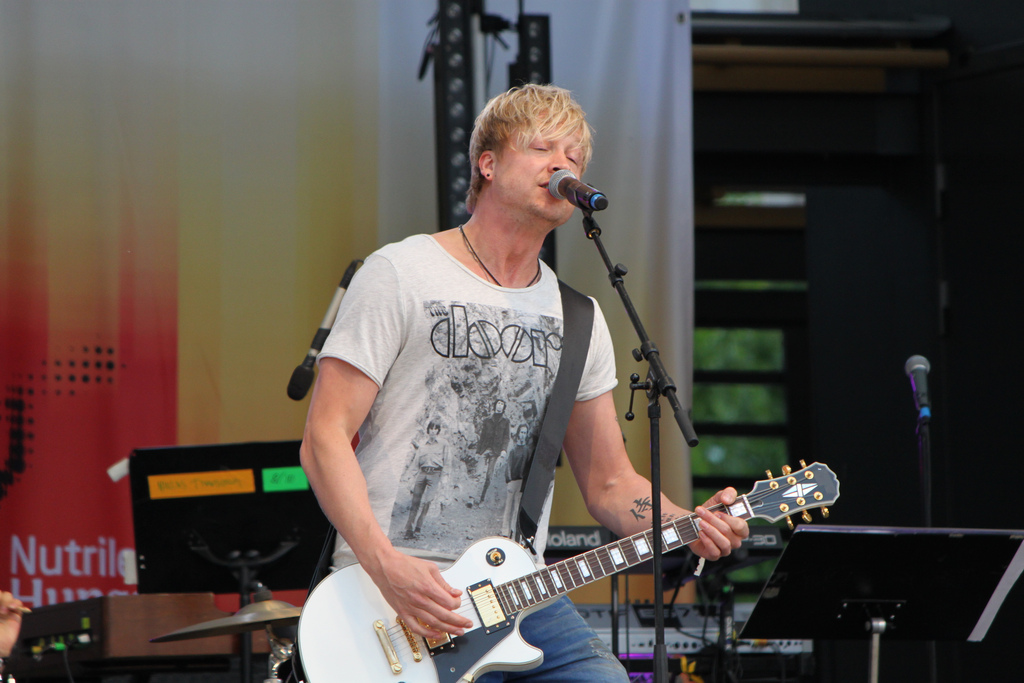
Samu Haber; * 2. April

- 02. April: Samu Haber, finnischer Sänger und Liedtexter
- 02. April: Lucy Diakovska, bulgarische Pop- und Musical-Sängerin
- 04. April: Nils Brunkhorst, deutscher Schauspieler und Sänger
- 04. April: Patrick Dewayne, deutscher Schauspieler, Musiker, Moderator, Wirtschaftsjournalist und Sachbuchautor
- 05. April: Alias, US-amerikanischer Rapper († 2018)
- 06. April: James Fox, britischer Sänger, Songschreiber, Pianist und Gitarrist
- 10. April: Jan Werner Danielsen, norwegischer Sänger († 2006)
- 15. April: Zwetana Bandalowska, bulgarische Opernsängerin (Sopran)
- 15. April: Jarritt Sheel, US-amerikanischer Jazzmusiker (Trompete) und Hochschullehrer († 2022)
- 17. April: Sizzla Kalonji, jamaikanischer Sänger
- 18. April: Gavin Creel, US-amerikanischer Schauspieler und Sänger († 2024)
- 30. April: Daniel Gloger, deutscher Countertenor
- 30. April: Amanda Palmer, US-amerikanische Musikerin, Lyrikerin und Kabarettistin

### Mai

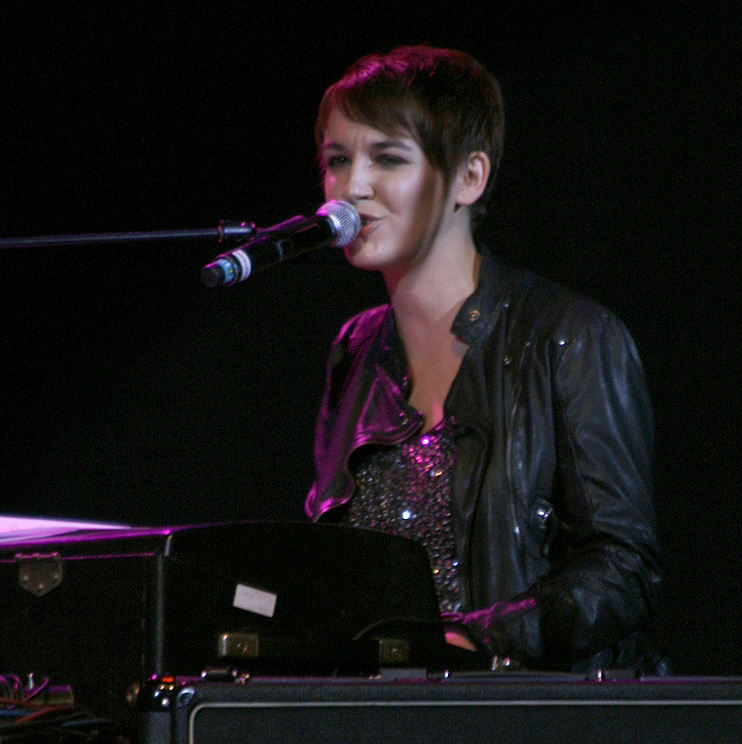
Sabina Hank; * 2. Mai

- 02. Mai: Sabina Hank, österreichische Pianistin und Komponistin
- 10. Mai: Udo Mechels, belgischer Sänger
- 11. Mai: Sahlene, schwedische Popsängerin
- 13. Mai: Christian Kjellvander, schwedischer Singer-Songwriter
- 13. Mai: Ana Popović, jugoslawische Bluesgitarristin und Sängerin
- 14. Mai: Martine McCutcheon, britische Sängerin und Schauspielerin
- 17. Mai: Martin Auer, deutscher Jazztrompeter und Flügelhornist
- 19. Mai: Alfred, französischer Comiczeichner und -szenarist sowie Kabarettist und Musiker
- 19. Mai: TeeBee, norwegischer Produzent und DJ
- 19. Mai: Thilo Schmidt, deutscher Hörfunk-Autor und Journalist
- 21. Mai: Deron Miller, US-amerikanischer Musiker
- 24. Mai: Silje Vige, norwegische Sängerin

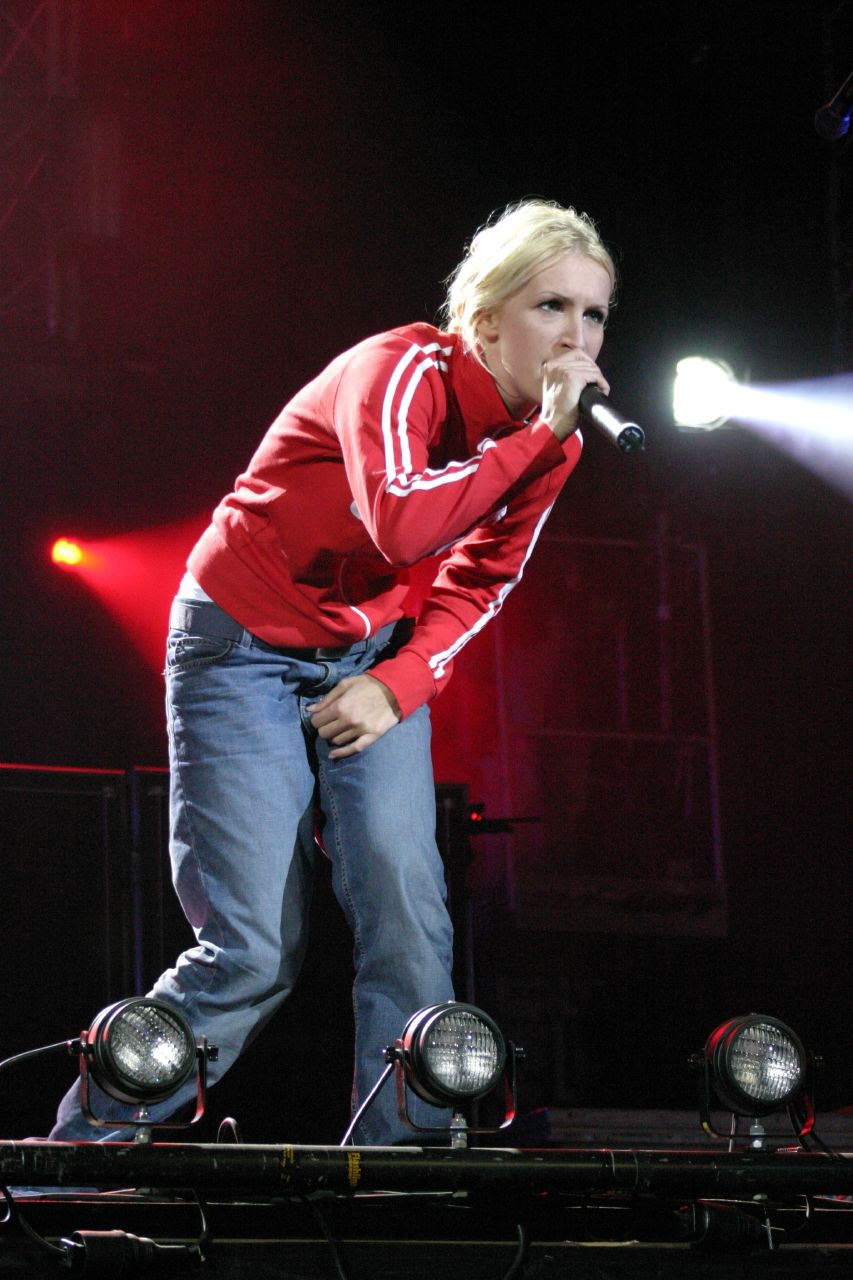
Sandra Nasić; * 25. Mai

- 25. Mai: Sandra Nasić, deutsche Sängerin
- 27. Mai: RJD2, US-amerikanischer Musiker

### Juni
- 03. Juni: Hilde Louise Asbjørnsen, norwegische Jazzsängerin, Songwriterin, Autorin und Schauspielerin
- 03. Juni: Brian Herrington, US-amerikanischer Komponist und Musikpädagoge
- 04. Juni: Kasey Chambers, australische Countrysängerin
- 05. Juni: Ian Bavitz, US-amerikanischer Hip-Hop-Musiker
- 09. Juni: Chicco Özden, deutsch-türkischer Sänger
- 16. Juni: Nokuthula Ngwenyama, US-amerikanische Geigerin und Bratschistin
- 18. Juni: Blake Shelton, Country-Sänger
- 21. Juni: Mike Einziger, Gitarrist der Band Incubus
- 25. Juni: Lloyd McCollough, US-amerikanischer Rockabilly-Musiker
- 29. Juni: Kjetil Greve, norwegischer Schlagzeuger

### Juli
- 03. Juli: Shane Lynch, irischer Sänger
- 05. Juli: Bizarre, US-amerikanischer Rapper
- 13. Juli: Austrofred, österreichischer Sänger
- 14. Juli: Tewodros Kassahun, äthiopischer Sänger
- 15. Juli: Jim Jones, US-amerikanischer Rapper
- 19. Juli: Eric Prydz, schwedischer House-DJ und Produzent
- 23. Juli: Tal Sondak, israelischer Sänger
- 25. Juli: Lil’ Cease, US-amerikanischer Rapper
- 27. Juli: Susanne Georgi, dänische Sängerin
- 28. Juli: Curumin, brasilianischer Sänger
- 29. Juli: Rhymin Simon, deutscher Rapper

### August
- 02. August: Toni Storaro, bulgarischer Pop-Folk Sänger
- 09. August: Marc van Linden, deutscher DJ und Musikproduzent
- 10. August: Jim Bogios, US-amerikanischer Schlagzeuger
- 12. August: Mikko Lindström, finnischer Gitarrist
- 13. August: Roddy Woomble, britischer Sänger
- 14. August: Ingo Knollmann, deutscher Rocksänger und Frontmann der Band Donots
- 16. August: Sandra Weiss, deutsche Sängerin von Schlagern und volkstümlicher Musik
- 18. August: Panacea, deutscher Drum-and-Bass-Produzent und -DJ
- 21. August: Nikos Vertis, griechischer Sänger
- 23. August: Fuego, rumänischer Sänger, Schauspieler, Fernsehmoderator und Komponist
- 25. August: Castro Coleman (Mr. Sipp), US-amerikanischer Gospel- und Bluesmusiker

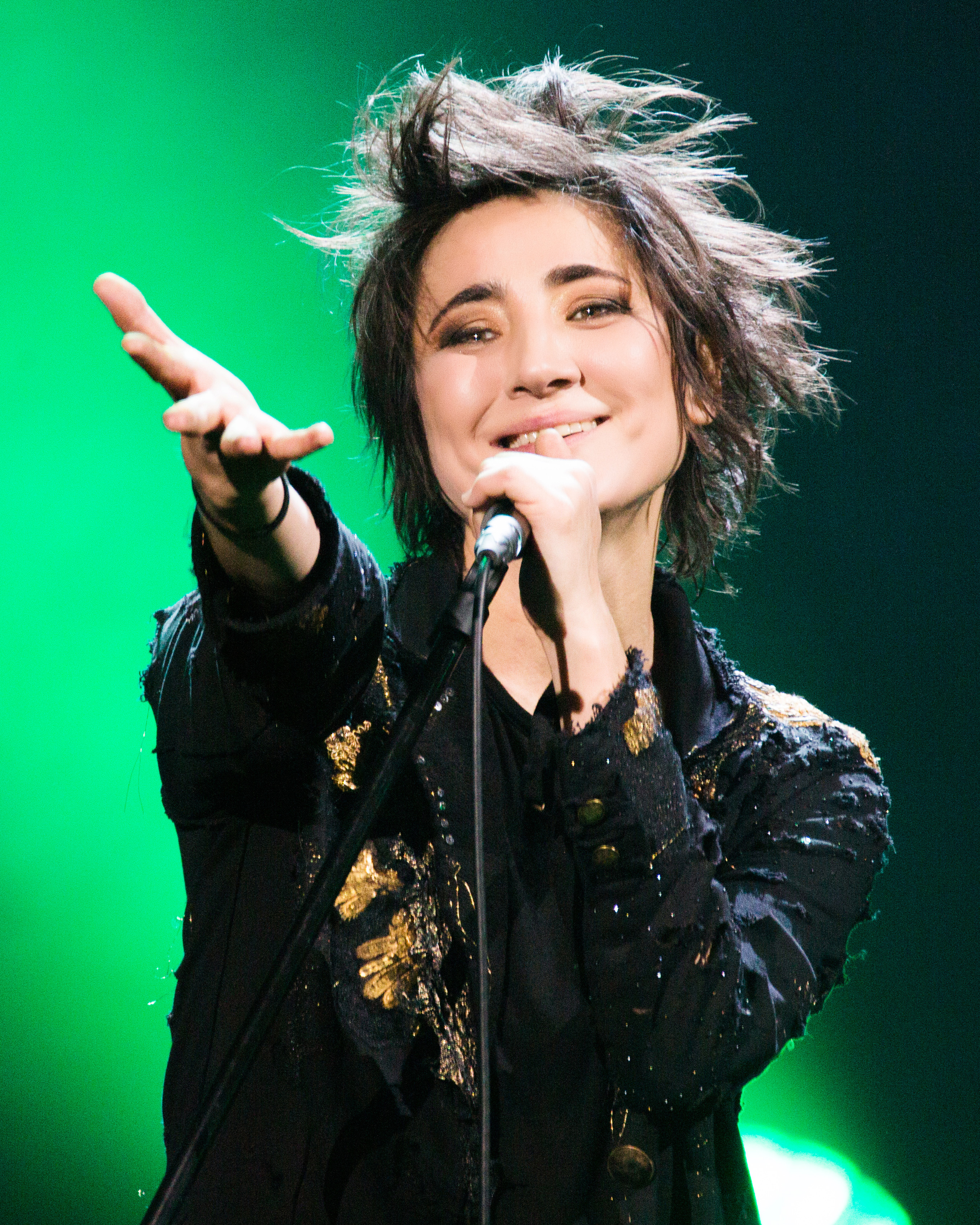
Zemfira; * 26. August

- 26. August: Zemfira, russische Rockmusikerin
- 31. August: Vincent Delerm, französischer Sänger und Komponist

### September
- 03. September: Agnes Scheibelreiter, österreichische Sopranistin
- 05. September: Christopher „Chris“ Robert Broach, US-amerikanischer Musiker
- 06. September: Annette Artani, US-amerikanisch-griechische Sängerin
- 06. September: Rodolfo Cázares, mexikanischer Dirigent und Pianist
- 06. September: Sofi Jeannin, schwedische Chordirigentin und Mezzosopranistin
- 09. September: Lúcia Moniz, portugiesische Sängerin und Schauspielerin
- 10. September: Ying Wang, chinesisch-deutsche Komponistin und Hochschullehrerin
- 11. September: MC Rene, deutscher MC und Rapper
- 12. September: Bizzy Bone, US-amerikanischer Rapper
- 12. September: Coa Schwab, US-amerikanischer Komponist und Oboist
- 14. September: Kevin Lyttle, vincentischer Soca-Musiker
- 14. September: Raptile, deutsch-äthiopischer Rapper
- 15. September: Amanda Whiting, britische Jazzmusikerin (Harfe)
- 16. September: Elīna Garanča, lettische Mezzosopranistin
- 21. September: Máté Kamarás, ungarischer Musicaldarsteller
- 22. September: Anabela Braz Pires, portugiesische Sängerin und Musicaldarstellerin
- 22. September: Martin Solveig, französischer House-DJ
- 24. September: Sanela Sijerčić, bosnische Sängerin
- 25. September: Chiara Siracusa, maltesische Sängerin
- 30. September: Bligg (bürgerlich Marco Bliggensdorfer), Schweizer Rapper
- 30. September: Melissa Stylianou, kanadische Jazzmusikerin (Gesang, Liedtexterin)

### Oktober
- 02. Oktober: Axel Flierl, deutscher Organist und Musikwissenschaftler
- 02. Oktober: Mandisa, US-amerikanische Gospelsängerin († 2024)
- 06. Oktober: Yotuel Romero, kubanischer Liedermacher und Schauspieler
- 06. Oktober: Barbie Xu, taiwanische Schauspielerin und Sängerin († 2025)
- 08. Oktober: Seryoga, Rapper russischer Herkunft und Ex-Boxer
- 09. Oktober: Mia Aegerter, Schweizer Popsängerin und Schauspielerin
- 10. Oktober: Das Bo, deutscher Rapper
- 12. Oktober: Dave Okumu, kenianischer Fusionmusiker (Gitarre, Bass, Gesang, Songwriting)
- 13. Oktober: Vanessa Chinitor, belgische Sängerin
- 21. Oktober: Josh Ritter, US-amerikanischer Sänger und Songwriter
- 26. Oktober: Aaron Spears, US-amerikanischer Schlagzeuger († 2023)

### November
- 02. November: Mike Leon Grosch, deutscher Sänger
- 02. November: Daniel Müller-Schott, Cellist
- 08. November. Lior Narkis, israelischer Popsänger
- 08. November. DJ Shog, deutscher DJ († 2022)
- 09. November: Danzel, Musiker
- 10. November: Ana Patan, deutsche Fusionmusikerin (Gesang, Bass, Songwriting)

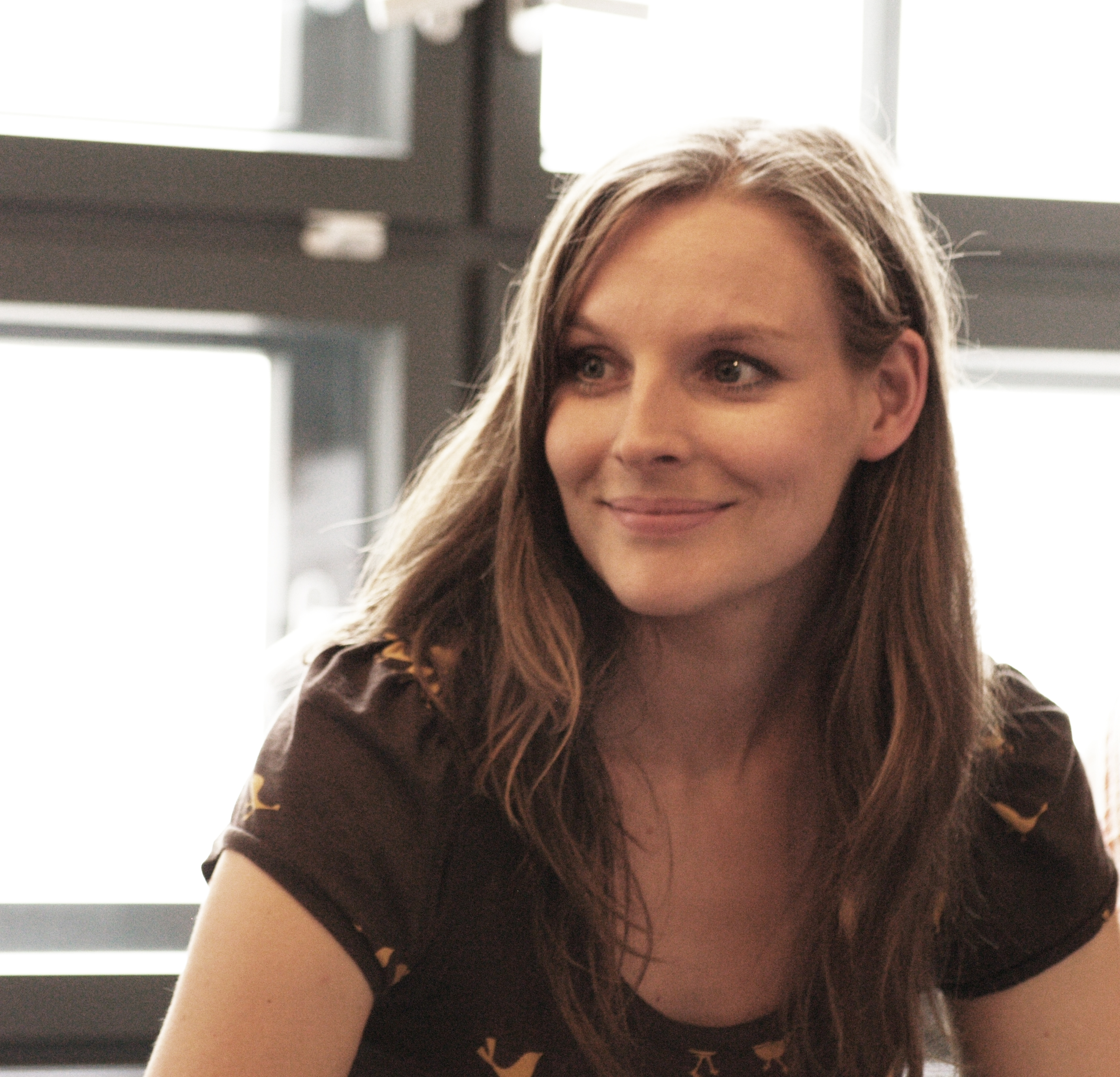
Judith Holofernes; * 12. November

- 12. November: Judith Holofernes, Sängerin der Band Wir sind Helden
- 12. November: Tevin Campbell, US-amerikanischer R'n'B – Sänger und Songwriter
- 12. November: Ingrid Hofer, österreichische Sängerin und Kinderbuchautorin
- 12. November: Daniel Lopes, deutscher Popsänger
- 18. November: Sage Francis, US-amerikanischer Rapper
- 22. November: Ville Valo, finnischer Rockmusiker der Band HIM
- 23. November: Daniel Santacruz, dominikanischer Sänger und Komponist
- 25. November: Felipe Aguirre, kolumbianischer Dirigent
- 28. November: Robert Fleming, kanadischer Komponist, Pianist, Organist, Chorleiter und Musikpädagoge
- 30. November: Iveta Apkalna, lettische Organistin
- 30. November: Guy Allen Kelpin, US-amerikanischer Komponist und Posaunist

### Dezember
- 04. Dezember: Amie Comeaux, US-amerikanische Country-Sängerin († 1997)
- 06. Dezember: Paolo Meneguzzi, Schweizer Popsänger
- 07. Dezember: Alfredo Daza, mexikanischer Opernsänger
- 08. Dezember: Camille Raymond, französische Sängerin und Schauspielerin
- 09. Dezember: Booba, französischer Rapper
- 12. Dezember: Jana Ina, brasilianische Moderatorin, Schauspielerin, Sängerin und Model
- 16. Dezember: Ivan Kitanović, serbischer Kontrabassist
- 16. Dezember: Mihai Trăistariu, rumänischer Sänger und Musiker
- 18. Dezember: Joe Russo, US-amerikanischer Schlagzeuger
- 20. Dezember: Christian Vitalis, deutscher Musikwissenschaftler, Autor, Musikkritiker und Hornist
- 23. Dezember: Sevara Nazarxon, usbekische Folk- und Popsängerin
- 25. Dezember: Armin van Buuren, niederländischer Trance-DJ und -Produzent
- 25. Dezember: Tuomas Lauri Johannes Holopainen, finnischer Keyboarder und Songwriter
- 27. Dezember: Michael Borgstede, deutscher Cembalist und Journalist
- 28. Dezember: Eric Griffin, Bassist der Band Murderdolls

### Genaues Geburtsdatum unbekannt
- A.Geh Wirklich?, österreichischer Hip-Hop-Musiker
- Amos, deutscher Popsänger und Produzent
- Lola Arias, argentinische Schriftstellerin, Musikerin, Schauspielerin und Regisseurin
- Edward Arron, US-amerikanischer Cellist
- Saleem Abboud Ashkar, palästinensisch-israelischer klassischer Pianist
- Ernst Bartmann, deutscher Kirchenmusiker, Organist und Komponist
- Jader Bignamini, italienischer Dirigent und Klarinettist
- Audrey Chen, US-amerikanische Improvisationsmusikerin (Cello, Stimme, Elektronik, Komposition)
- Rodolfo Cogliatti, brasilianischer Komponist
- Anke Eckardt, deutsche Künstlerin
- Rana Eid, libanesische Sounddesignerin und Filmemacherin
- Amir Eldan, US-amerikanischer Cellist und Musikpädagoge
- Mercan Erzincan, türkische Sängerin und Saz-Spielerin
- Angela Fox, US-amerikanische Komponistin, Sängerin, Chordirigentin, Tänzerin und Choreographin
- Magdalena Galka, deutsche Pianistin
- David Goodman, US-amerikanischer Dirigent
- Huang Ruo, chinesisch-amerikanischer Komponist, Pianist und Sänger
- Wojciech Jachna, polnischer Jazz- und Improvisationsmusiker (Trompete)
- Jan Philipp Janzen, deutscher Musiker
- Jasmine, finnische Sängerin und Gitarristin
- Martin Kasík, tschechischer Pianist
- Mark Kosower, US-amerikanischer Cellist und Musikpädagoge
- Robert Kovács, ungarischer Pianist und Organist
- Hampus Lindwall, schwedischer Organist, Komponist und Improvisator
- Paloma Loribo, äquatorialguineische Sängerin
- Dawn Martin, irische Popsängerin
- Pat Muchmore, US-amerikanischer Komponist
- Christian Näthe, deutscher Schauspieler, Gitarrist und Sänger
- Natalie Peters, deutsche Improvisationsmusikerin (Stimme, Komposition)
- Prefuse 73, US-amerikanischer Musikproduzent
- Daniel Regenberg, deutscher Pianist, Komponist und Filmemacher
- Jean-Baptiste Robin, französischer Komponist und Organist
- Tania Saedi, österreichische Musikerin
- Tobias Schacht, deutscher Sänger und Gitarrist
- Steven Scheschareg, US-amerikanisch-österreichischer Opern-, Operetten-, Musical-, Lied- und Konzertsänger (Bassbariton)
- Sven Sindt, deutscher Fotograf und Regisseur von Werbespots und Musikvideos
- Knut Anders Sørum, norwegischer Sänger
- Trọng Tấn, vietnamesischer Sänger
- Johannes Unger, deutscher Organist
- Sedat Yüce, türkischer Sänger, Trompeter und Musikproduzent

## Gestorben

### Januar
- 05. Januar: Mal Evans, Roadmanager bei den Beatles (* 1935)
- 05. Januar: Gustav Geierhaas, deutscher Komponist (* 1888)
- 10. Januar: Howlin’ Wolf, US-amerikanischer Blues-Musiker (* 1910)
- 10. Januar: Lloyd McCollough, US-amerikanischer Rockabilly-Musiker (* 1935)
- 13. Januar: Ahmed Jan Thirakwa, indischer Tablaspieler (* 1892)
- 14. Januar: Juan D’Arienzo, argentinischer Tangomusiker (* 1900)
- 15. Januar: Nina Wladimirowna Makarowa, russische Komponistin (* 1908)

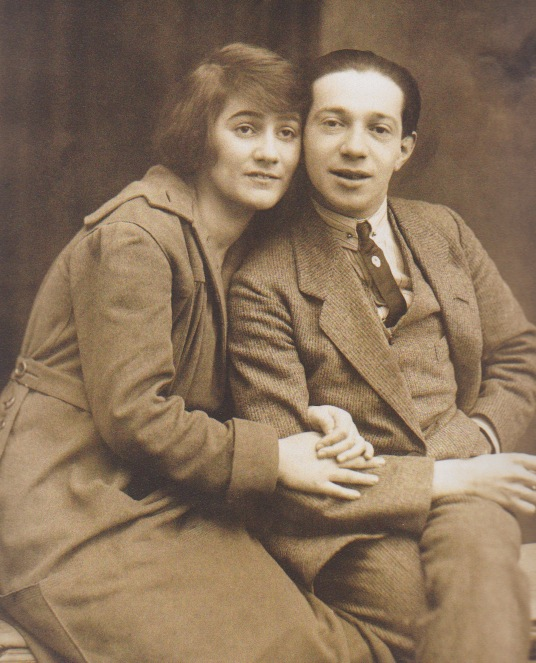
Blandine Ebinger und Friedrich Hollaender; † 18. Januar

- 18. Januar: Friedrich Hollaender, deutscher Komponist (* 1896)
- 22. Januar: Edgar Leslie, US-amerikanischer Songwriter (* 1885)
- 23. Januar: Paul Robeson, US-amerikanischer Schauspieler, Sänger, Sportler, Autor und Bürgerrechtler (* 1898)
- 24. Januar: Gösta Theselius, schwedischer Jazzmusiker (Piano, Saxophon, Arrangement, Komposition) (* 1922)
- 26. Januar: Luis Alberti, dominikanischer Merenguekomponist (* 1906)
- 28. Januar: Ray Nance, US-amerikanischer Jazz-Trompeter und Violinist (* 1913)

### Februar
- 01. Februar: Karol Mroszczyk, polnischer Komponist und Musikpädagoge (* 1905)
- 05. Februar: Emanuel Punčochář, tschechischer Dirigent und Komponist (* 1902)
- 06. Februar: Vince Guaraldi, US-amerikanischer Jazzmusiker, Pianist und Komponist (* 1928)
- 09. Februar: Percy Faith, US-amerikanischer Orchesterleiter (* 1908)
- 12. Februar: Sal Mineo, italo-amerikanischer Schauspieler und Sänger (* 1939)
- 12. Februar: Flérida de Nolasco, dominikanischer Literatur- und Musikwissenschaftlerin (* 1891)
- 12. Februar: Clifton Williams, US-amerikanischer Komponist, Hornist und Musikpädagoge (* 1923)
- 23. Februar: Fuzzy Knight, US-amerikanischer Schauspieler und Songwriter (* 1901)

### März
- 06. März: Pietro Berra, italienischer Komponist und Dirigent (* 1879)
- 14. März: Gerhard Mendelson, deutscher Musikproduzent in Wien (* 1913)
- 18. März: Betsy Culp, niederländische Pianistin (* 1883)
- 19. März: Paul Kossoff, englischer Rock- und Blues-Gitarrist (* 1950)
- 21. März: Princess White, US-amerikanische Bluessängerin (* 1881)
- 24. März: Tibor Kozma, ungarisch-amerikanischer Dirigent (* 1909)

### April
- 09. April: Phil Ochs, US-amerikanischer Protestsänger (* 1940)
- 09. April: Akio Yashiro, japanischer Komponist (* 1929)
- 10. April: Enrico Mainardi, italienischer Cellist, Komponist und Dirigent (* 1897)
- 23. April: Yunus Rajabiy, usbekisch-sowjetischer Komponist (* 1897)
- 26. April: Margaret Bonds, US-amerikanische Komponistin und Pianistin (* 1913)
- 26. April: François Brassard, kanadischer Musikethnologe und Organist (* 1908)
- 29. April: Ramón Díaz Freeman, dominikanischer Komponist, Fagottist und Organist (* 1901)

### Mai
- 09. Mai: Valentino Bucchi, italienischer Komponist (* 1916)
- 09. Mai: Floyd Council, US-amerikanischer Blues-Musiker (* 1911)
- 12. Mai: Rudolf Kempe, deutscher Dirigent (* 1910)
- 12. Mai: Keith Relf, britischer Musiker (* 1943)
- 15. Mai: David Munrow, englischer Musiker und Musikwissenschaftler (* 1942)
- 19. Mai: Wiktor Brégy, polnischer Sänger, Opernregisseur und Musikpädagoge (* 1903)
- 27. Mai: Hilde Hildebrand, deutsche Schauspielerin und Sängerin (* 1897)

### Juni
- 03. Juni: Rewol Samuilowitsch Bunin, russischer Komponist (* 1924)
- 06. Juni: Charles Panzéra, französischer Sänger und Musikpädagoge (* 1896)
- 06. Juni: Elisabeth Rethberg, deutsche Sängerin (* 1894)
- 07. Juni: Bobby Hackett, US-amerikanischer weißer Jazz-Trompeter, Jazz-Kornettist und Jazz-Gitarrist (* 1915)
- 08. Juni: Otto Schilling-Trygophorus, deutscher Jurist und Musikwissenschaftler (* 1888)
- 13. Juni: Géza Anda, ungarischer Pianist (* 1921)
- 27. Juni: Sara Alexandrowna Lewina, russische Komponistin (* 1906)
- 30. Juni: Marguerite Roesgen-Champion, Schweizer Komponistin und Cembalistin (* 1894)

### Juli
- 08. Juli: Leonardo Pedroza, venezolanischer Musiker und Orchesterleiter (* 1912)
- 10. Juli: Mike Pratt, britischer Komponist, Musiker und Schauspieler (* 1931)
- 13. Juli: Carl Dreher, US-amerikanischer Tontechniker österreichischer Herkunft (* 1896)
- 13. Juli: Max Butting, deutscher Komponist (* 1888)

### August
- 05. August: Ole Mørk Sandvik, norwegischer Volksliedsammler, Musikforscher und -pädagoge (* 1875)
- 06. August: Gregor Piatigorsky, US-amerikanischer Cellist (* 1903)
- 11. August: Ferry Wondra, österreichischer Kabarettist, Komiker, Sänger, Bühnen- und Filmschauspieler (* 1905)
- 18. August: Kenneth Meek, kanadischer Organist, Pianist, Cembalist, Chorleiter und Musikpädagoge englischer Herkunft (* 1908)
- 22. August: Anton Profes, österreichischer Schlager- und Filmkomponist (* 1896)
- 26. August: Lotte Lehmann, deutsch-US-amerikanische Opernsängerin (* 1888)
- 29. August: Jimmy Reed, US-amerikanischer Blues-Sänger und -Musiker (* 1925)

### September
- 08. September: Assen Karastojanow, bulgarischer Komponist (* 1893)
- 09. September: Zdenko Kestranek, österreichischer Lehrer für Sprech- und Stimmbildung, Professor (* 1897)
- 20. September: Carrie Tubb, englische Sopranistin (* 1876)
- 23. September: Roger Bourdin, französischer Flötist (* 1923)
- 24. September: Wilhelm Kamlah, deutscher Musikwissenschaftler, Theologe und Philosoph (* 1905)
- 26. September: L. C. Robinson, US-amerikanischer Blues-Sänger, Gitarrist und Fiddle-Spieler
- 30. September: Louis Fourestier, französischer Komponist und Dirigent (* 1892)

### Oktober
- 02. Oktober: Quentin Jackson, US-amerikanischer Jazz-Posaunist (* 1909)
- 06. Oktober: Herman Geiger-Torel, kanadischer Opernregisseur und Musikpädagoge (* 1907)
- 10. Oktober: Silvana Armenulić, jugoslawische Folk-Sängerin (* 1939)
- 11. Oktober: Connee Boswell, US-amerikanische Blues- und Jazz-Sängerin und Schauspielerin (* 1907)
- 12. Oktober: José Rozo Contreras, kolumbianischer Komponist (* 1894)
- 18. Oktober: Count Ossie, jamaikanischer Schlagzeuger und Bandleader (* 1926)
- 18. Oktober: Pedro Sanjuán, spanischer Komponist und Dirigent (* 1886)
- 19. Oktober: Paul Baumgartner, Schweizer Pianist (* 1903)
- 21. Oktober: Jean Berveiller, französischer Organist und Komponist (* 1904)
- 23. Oktober: Vera Guilaroff, kanadische Pianistin und Komponistin (* 1902)
- 31. Oktober: Bruno Uher, österreichischer Komponist (* 1912)

### November
- 12. November: Walter Piston, US-amerikanischer Komponist (* 1894)
- 12. November: Trude Roesler, deutsche Opernsängerin (Alt und Mezzosopran) (* 1909)
- 28. November: Robert Fleming, kanadischer Komponist, Pianist, Organist, Chorleiter und Musikpädagoge (* 1921)

### Dezember
- 04. Dezember: Tommy Bolin, US-amerikanischer Gitarrist (* 1951)
- 04. Dezember: Benjamin Britten, englischer Komponist (* 1913)
- 12. Dezember: Jack Cassidy, US-amerikanischer Schauspieler, Sänger (* 1927)
- 28. Dezember: Freddie King, US-amerikanischer Bluesmusiker (* 1934)

### Genaues Todesdatum unbekannt
- Engelbert Kaiser, deutscher Maler, Kirchenmusiker und Komponist (* 1902)